# La infiltrada
La infiltrada (originalment coneguda com Infiltrada) és una pel·lícula espanyola de drama i thriller dirigida per Arantxa Echevarría, qui també la va coescriure al costat d’Amélia Mora. És protagonitzada per Carolina Yuste. Va ser estrenada en cinemes espanyols l'11 d'octubre de 2024, amb distribució de Beta Fiction Spain.

## Argument
Narra la història d'Aranzazu Berradre Marín (Carolina Yuste), pseudònim amb el qual es va infiltrar una policia nacional en ETA, amb tan sols 20 anys, i que fou l'única dona que va conviure amb membres de l'organització terrorista, i que va aconseguir la desarticulació del comando Donosti.

## Repartiment
- Carolina Yuste com a Aranzazu Berradre Marín, àlies d'Elena Tejada.
- Luis Tosar com a Ángel «L'Inhumà», àlies de Fernando Sainz Merino.
- Víctor Clavijo com a «Teruel».
- Nausicaa Bonnín, com a Andrea.
- Íñigo Gastesi com a Kepa Etxebarria.
- Diego Anido com a Sergio Polo Cabases.
- Pedro Casablanc com a superior de la Policia espanyola.
- Isidoro Fernández com a comissari.

## Producció
El 27 de gener de 2023, la productora Bowfinger International Pictures i la distribuïdora Beta Fiction Spain van anunciar que produirien la pel·lícula Infiltrada, sobre la història real d'una jove policia que es va infiltrar a ETA. El setembre de 2023, es va anunciar que Carolina Yuste seria la protagonista de la pel·lícula, reanomenada com La infiltrada. El rodatge va començar a principis de 2024.

## Llançament i màrqueting
El desembre de 2023, Beta Fiction Spain va anunciar per primera vegada que La infiltrada s'estrenaria en cinemes espanyols l'11 d'octubre de 2024. Es va convertir en un dels films de més èxit de taquilla de l'any 2024.

## Recepció
María Bescós de HobbyConsolas ha donat a la pel·lícula 80 punts ('molt bona') elogiant com "el ritme i la tensió són constants" i el treball de Yuste com el millor de la pel·lícula.
Rubén Romero Santos de Cinemanía va puntuar la pel·lícula amb 4 estrelles sobre 5, i va escriure que "descolla i sobresurt quan el terrorisme polític es barreja i es confon amb el terrorisme de gènere".
Juan Sardá d’El Cultural va puntuar la pel·lícula amb 4 sobre 5 estrelles, i va escriure que "enganxa com els millors thrillers i retrata amb valentia i coneixement una època històrica recent que avui sembla difícil de creure".

## Reconeixements
| Any  | Premi                                        | Categoria                            | Nominat                              | Resultat  | Ref    |
| ---- | -------------------------------------------- | ------------------------------------ | ------------------------------------ | --------- | ------ |
| 2024 | XXX Premis Cinematogràfics José María Forqué | Millor pel·lícula                    | Millor pel·lícula                    | Nominat   | [ 10 ] |
| 2024 | XXX Premis Cinematogràfics José María Forqué | Millor actriu en pel·lícula          | Carolina Yuste                       | Guanyador | [ 10 ] |
| 2024 | XXX Premis Cinematogràfics José María Forqué | Premi al Cinema i Educació en Valors | Premi al Cinema i Educació en Valors | Nominat   | [ 10 ] |
| 2025 | XII Premis Feroz                             | Millor direcció                      | Arantxa Echevarría                   | Nominat   | [ 11 ] |
| 2025 | XII Premis Feroz                             | Millor actriu protagonista           | Carolina Yuste                       | Nominat   | [ 11 ] |
| 2025 | XII Premis Feroz                             | Millor tràiler                       | Javier Morales                       | Nominat   | [ 11 ] |